# Mawra Pawlowna Tscherskaja
Mawra Pawlowna Tscherskaja, geboren Mawra Pawlowna Iwanowa, (russisch Мавра Павловна Черская, урождённая Мавра Павловна Иванова; * 21. Apriljul. / 3. Mai 1857greg.; † 18. Dezember 1940 in Taganrog) war eine russische Forschungsreisende.

## Leben
Im September 1877 heiratete Mawra Iwanowa in Irkutsk den Forschungsreisenden Iwan Tscherski, der im Hause ihres Vaters logierte und bei dem sie mit ihrer Schwester Olga Lesen und Schreiben gelernt hatte.
Ab 1878 begleitete Mawra Tscherskaja ihren Mann auf seinen Expeditionen in die Gebirge östlich des Baikalsees, an die Flüsse Bolschaja und Bystraja Kamtschatkas und an die Bargusinski-Bucht des Baikalsees. 1882–1883 lebte sie mit ihrem Mann und ihrem Sohn im Dorf Preobraschenskoje an der Unteren Tunguska, wo sie sich unter der Leitung ihres Mannes die Methodik der Wetterbeobachtung aneignete und stetig das Wetter beobachtete. Sie beteiligte sich an den Untersuchungen der Quartär-Geschiebe sowie der Fauna und Flora.
Ab 1885 lebte Tscherskaja in St. Petersburg, wohin ihr Mann von der Kaiserlichen Akademie der Wissenschaften zur wissenschaftlichen Arbeit eingeladen worden war. Sie war  Zoologin und wissenschaftliche Sekretärin der 1891 startenden Expedition ihres Mannes an die Kolyma und die Indigirka. Als ihr Mann im Juli 1892 starb, übernahm sie die Leitung der Expeditionsarbeit und führte die Expedition weiter auf der geplanten Route, um dann nach Jakutsk zurückzukehren. 1893 war sie wieder in St. Petersburg.
Um 1894 zog Tscherskaja nach Witebsk. Ihr Sohn blieb zur Fortsetzung seiner Ausbildung in St. Petersburg. Sie kaufte ein Grundstück am Stadtrand und baute sich mit der Hilfe des entfernten Verwandten ihres Mannes M. F. Sagorski ein Haus. 1911 ließ sie sich auf einem Vorwerk bei Orscha nieder. Nach der Oktoberrevolution verlor sie in den 1920er Jahren den größten Teil ihres Grundbesitzes.
Tscherskajas Sohn Alexander (1879–1921) war Ornithologe und forschte in Fernost.
Ab 1935 lebte Tscherskaja in Rostow am Don in der Familie ihres Enkels. Sie leitete Gruppen von jungen Freunden der Geographie und beteiligte sich an Schulausflügen in ihre Heimatregion. Sie arbeitete bei der Beschreibung der geographischen Sammlungen des Rostower Heimatmuseums mit.
Tscherskaja starb am 18. Dezember 1940 im Taganroger Altersheim für Wissenschaftler. Ihre Erinnerungen wurden 1956 veröffentlicht.
Tscherskajas Namen trägt ein Gipfel des Tscherskigebirges im Südosten des Werchojansker Gebirges.